# Wini (Nordzentraltimor)

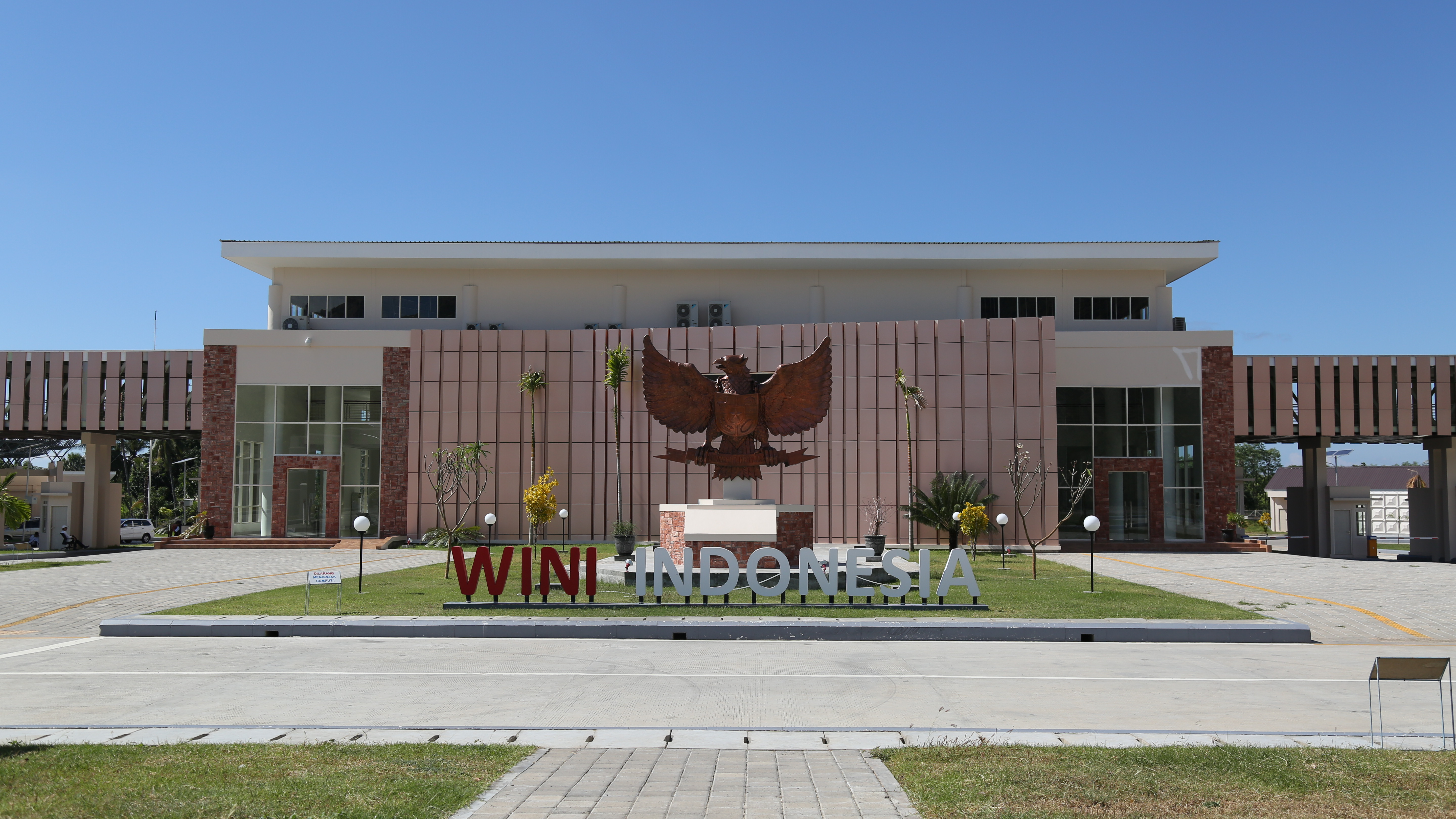
Indonesischer Grenzposten in Wini

Wini ist der Hauptort des indonesischen Distrikts Nordinsana (Kecamatan Insana Utara) im Regierungsbezirk (Kabupaten) Nordzentraltimor, Provinz Ost-Nusa-Tenggara. Er liegt an der Nordküste der Insel Timor zwischen dem Staat Osttimor und dessen Exklave Oe-Cusse Ambeno. Der Grenzübergang nach Oe-Cusse Ambeno befindet sich direkt westlich von Wini, die osttimoresische Distriktshauptstadt Pante Macassar ist 16 Kilometer entfernt.
Wini verfügt über einen Hafen, das Ortszentrum liegt etwas in das Landesinnere versetzt. Über den Hafen wird Manganerz exportiert, allerdings können nur Schiffe mit weniger als 5000 Bruttoregistertonnen bedient werden.